# Tapis roulant
Un tapis roulant è un attrezzo per camminare o correre restando sempre nello stesso posto.

## Storia dell'attrezzo
L'idea di tapis roulant è stata introdotta prima dello sviluppo delle macchine da allenamento: spesso un mulino veniva azionato tramite il movimento di animali o di esseri umani. Essa era utilizzata anche come punizione alle persone condannate ai lavori forzati nelle carceri.
Nell'età moderna, i tapis roulant non sono usati per creare energia ma come macchina d'esercizio per correre o camminare in un unico luogo. La macchina offre una piattaforma mobile costituita da un nastro trasportatore azionato da un motore elettrico. Il nastro si muove verso la parte posteriore così da richiedere all'utente un movimento, quindi camminare o correre ad una velocità pari a quella della cinghia. La velocità può essere controllata e misurata tramite un monitor o tramite un funzionamento passivo del nastro: esso si muove col movimento dell'utente. Questi ultimi sono conosciuti come tapis roulant manuali.
Il primo tapis roulant per uso domestico è stato sviluppato da William Staub, un ingegnere meccanico. Staub ha sviluppato il suo tapis roulant dopo aver letto il libro Aerobics del Dottor Kenneth H. Cooper, pubblicato nel 1968. Tale libro osservava che le persone che correvano 8 minuti per 5 volte alla settimana avevano una migliore condizione fisica. Staub notò che non c'erano tapis roulant domestici a prezzi accessibili così sviluppò il suo prototipo PaceMaster 600 e lo inviò al Dott. Cooper che trovò i primi clienti, comprendendo varie attrezzature per il fitness.
Staub ha iniziato a produrre i primi tapis roulant "domestici" nel suo stabilimento di Clifton per poi passare allo stabilimento a Little Falls, nel New Jersey.

## Come forma di energia

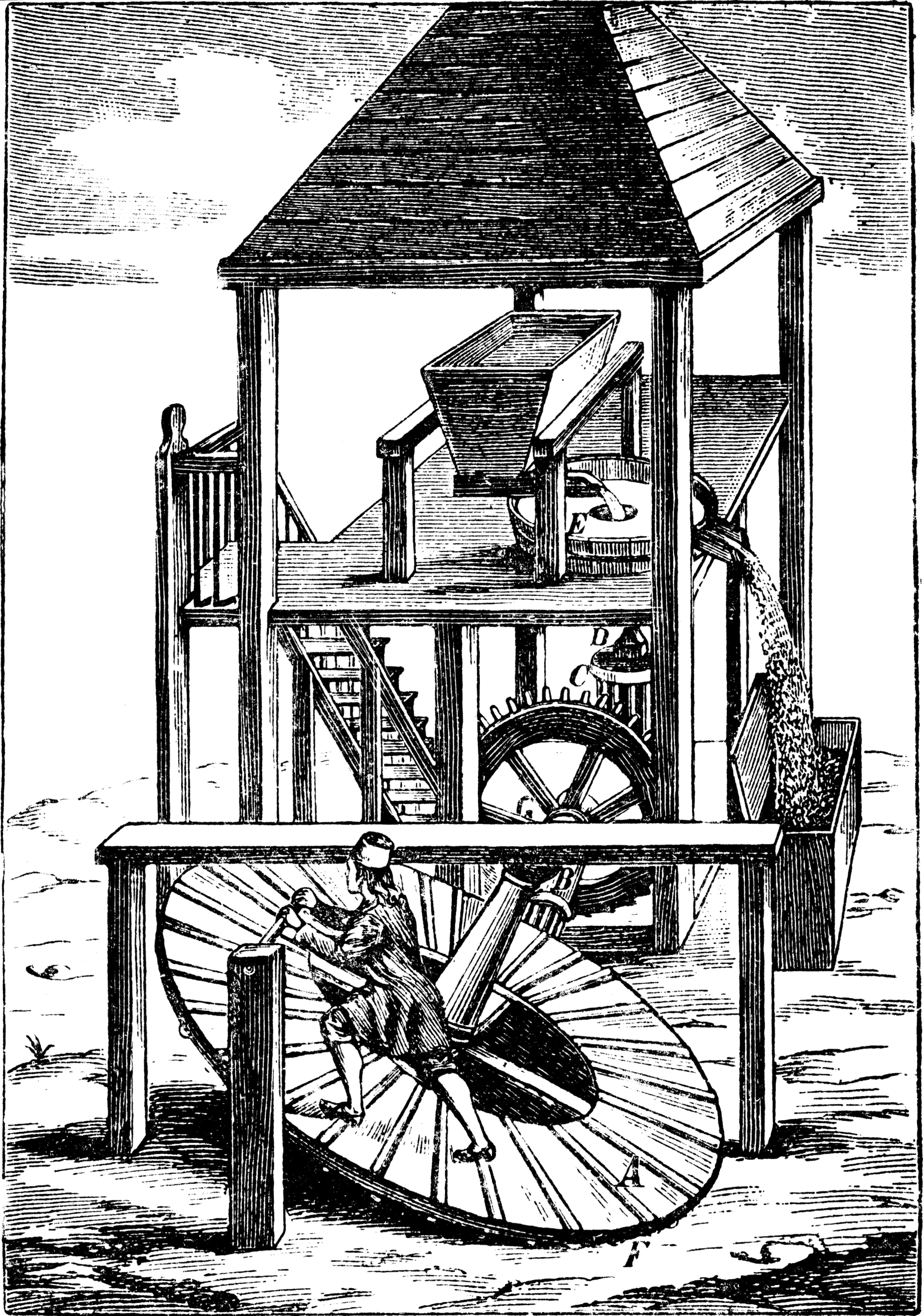
Una macchina a propulsione umana per macinare grano.

Il principio dei tapis roulant come fonte di energia ha origine nell'antichità. Queste macchine potevano essere di tre tipi: il primo, aveva una barra orizzontale che sporgeva da un asse verticale. La barra veniva spinta da un animale o da un essere umano.
Il secondo tipo era una ruota a scorrimento verticale alimentata da un meccanismo di "scalata sul posto". Il suo funzionamento è quello della ruota del criceto. Il terzo tipo era simile al secondo ma era costituito da una piattaforma mobile inclinata per l'arrampicata, invece di quella verticale.
L'uso della macchina ha avuto origine circa 4000 anni fa. Spesso l'uso primario era quello di sollevare secchi d'acqua e successivamente questa stessa tecnica è stata adattata per creare mulini rotanti.

## Come mezzo punitivo

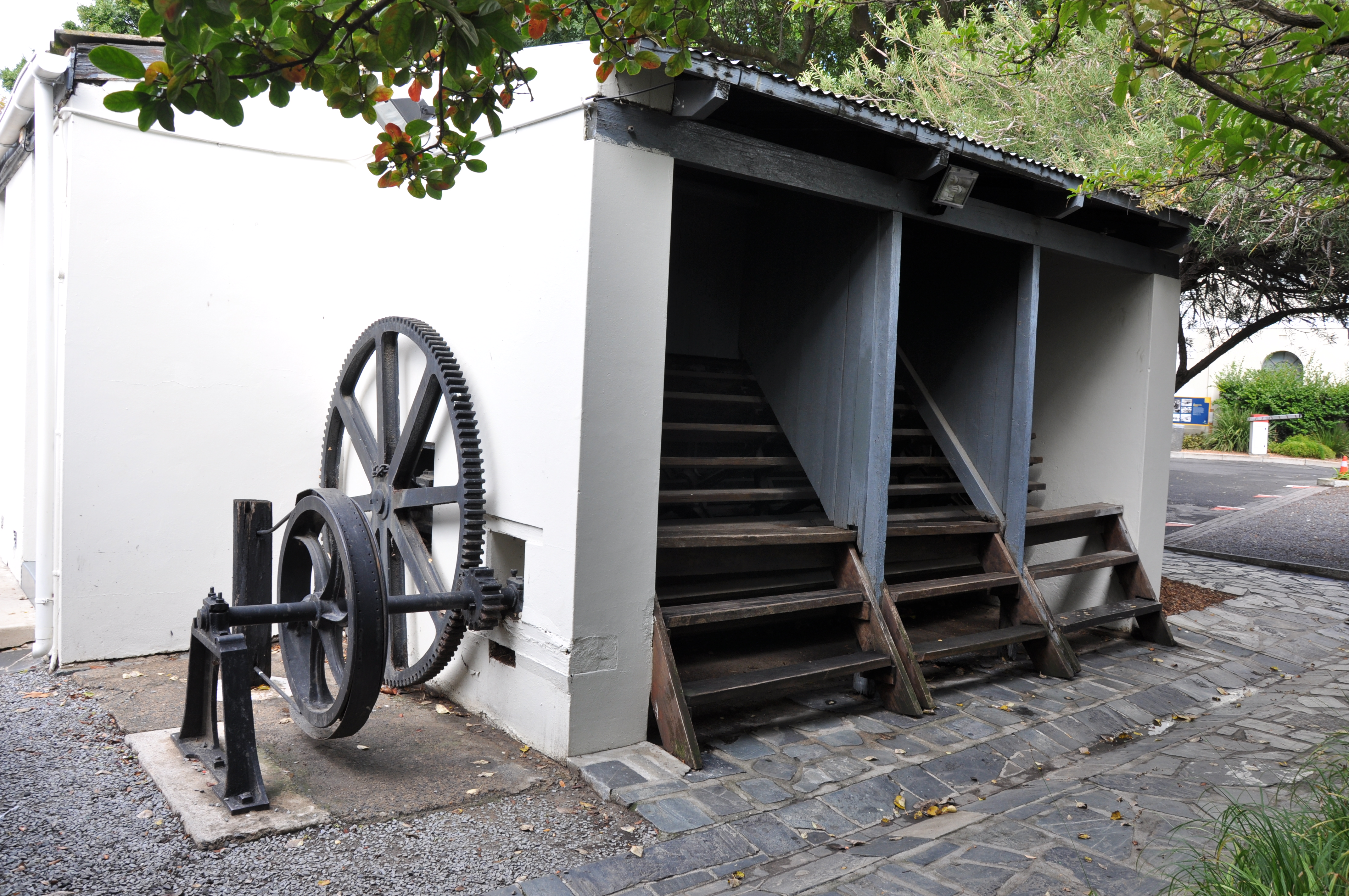
La macchina veniva utilizzata per punire i prigionieri nel carcere di Breakwater, nella Città del Capo.

I tapis roulant sono stati inventati nel 1818 dall'ingegnere inglese Sir William Cubitt, figlio di un mugnaio. Egli osservò che la forza muscolare dei prigionieri del carcere di Bury St Edmunds poteva essere utilizzata per realizzare del lavoro utile.
Queste macchine punitive, chiamate "treadmill" rimasero in uso fino alla seconda metà del XIX secolo. I prigionieri lavoravano fianco a fianco su una ruota, spesso per più di sei ore al giorno, un equivalente di 5000-14000 scalini. L'energia derivante dal lavoro dei prigionieri veniva utilizzata per macinare il grano, per pompare acqua o per aerare le miniere. Ancora venivano utilizzate fino a pochi anni prima del 1900 in Inghilterra, ad esempio lo scrittore Oscar Wilde fu costretto a lavorare su una di esse dopo la sua condanna a due anni di carcere per omosessualità (1895).

## Tapis roulant per l'esercizio fisico

### Caratteristiche

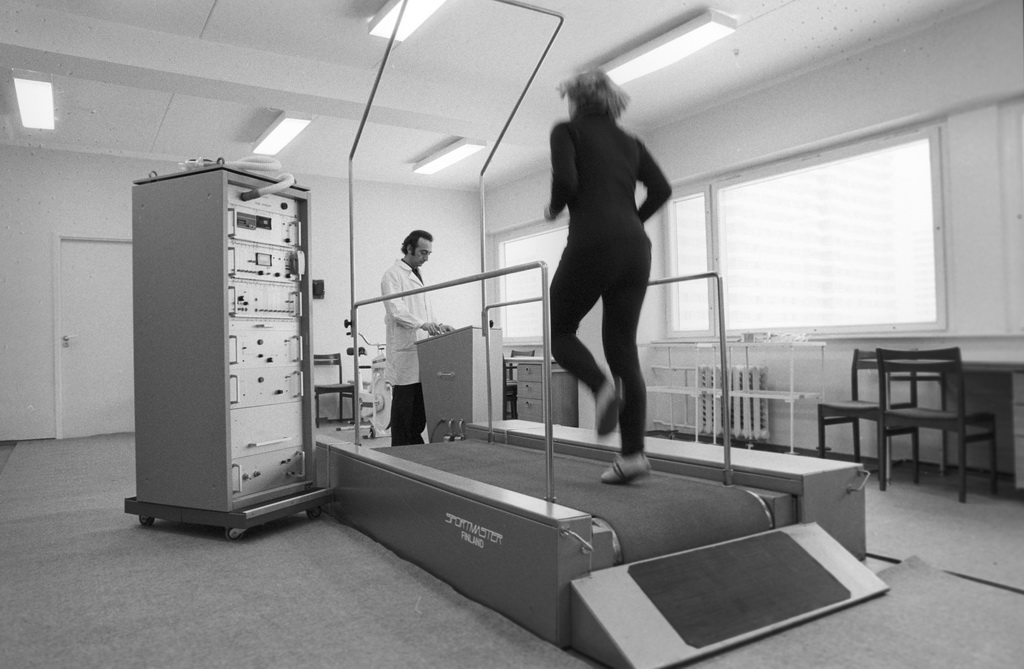
Test su un tapis roulant nel centro medico del villaggio Olimpico per i Giochi della XXII Olimpiade

Il brevetto statunitense del tapis roulant come "macchina per esercizio fisico" (# 1.064.968) è stato rilasciato il 17 giugno 1913.
Il predecessore del tapis roulant fu progettato dal Dr. Robert Bruce e da Wayne Quinton presso l'Università di Washington nel 1952. Il suo principale funzionamento era quello di diagnosticare malattie cardiache e polmonari. La ricerca del Dr. Kenneth H. Cooper sui benefici dell'esercizio aerobico, pubblicato nel 1968, fornì un argomento medico per sostenere lo sviluppo del tapis roulant.
È possibile trovare tapis roulant in svariati posti: sono utilizzati nelle strutture sanitarie (ospedali, centri di riabilitazione, cliniche mediche e fisioterapia), club sportivi, istituti di biomeccanica, negozi di scarpe ortopediche, negozi sportivi, centri olimpici, università, NASA, impianti sportivi della polizia e dell'esercito, palestre e abitazioni private.
I tapis roulant moderni sono motorizzati, la maggior parte di essi ha una piattaforma con una piastra scorrevole dove un nastro gira, delimitato da due assi che si trovano nella parte iniziale e finale della macchina. Le norme di sicurezza per i tapis roulant sono IEC EN 957-1 e IEC EN 957-6.
Per i tapis roulant ad uso medico, le norme e gli standard sono redatte dalla Direttiva sui Dispositivi Medici (MDD), le Direttive Europee 93/42 ECC, 2007/47 EEC, IEC EN 60601-1, EN 62304, EN 62304, EN 14971 e le direttiva 2006/42/EC.
I tapis roulant ad uso medico vengono utilizzati sia ad uso terapeutico sia ad uso diagnostico. Con il loro motore elettrico molto potente (3,3kW = 4.5 Cavalli), il tapis roulant attiva il motore il quale sposta il nastro e permette un'attività ad un individuo. L'individuo è passivamente mosso ed è portato al movimento dal nastro.
Il tapis roulant può essere usato come strumento di misurazione: se collegato con un'interfaccia, esso può misurare la pressione arteriosa (BPM), il VO2max e altre funzioni vitali. Esso può funzionare anche da Test ergospirometrico e da Elettrocardiogramma.

### Pericolosità
L'utilizzo del tapis roulant è vietato ai minori di 14 anni, e su di esso è spesso apposto un disclaimer che invita ad usare la macchina con consapevolezza e cautela. Il tapis roulant è un apparecchio potenzialmente pericoloso: nel 2015 David Goldberg, coniuge di Sheryl Sandberg, morì battendo la testa a causa di una caduta fatale dal tapis roulant durante una vacanza in un resort in Messico.

### Attività di cardio
I tapis roulant hanno la funzione di simulare ben due delle attività fisiche comprese nella tipologia cardio: la camminata intensa e la corsa. L'altra attività di cardio, la pedalata, si effettua invece con la cyclette o con la bicicletta.
I tapis roulant sono presenti nelle palestre di tutti i continenti in più di un modello: solitamente nelle palestre sono disponibili i tapis roulant più sofisticati, con le funzioni più svariate, come regolare la velocità e la pendenza.
Negli ipermercati è possibile reperire modelli di tapis roulant più semplici rispetto a quelli in dotazione nelle palestre: a tal proposito, è importante distinguere i tappeti magnetici, che funzionano senza utilizzo della corrente elettrica e si muovono solo grazie allo sforzo dell'utente, dai tappeti elettrici, che invece devono essere collegati a una presa di corrente e consentono di calibrare l'intensità dell'allenamento che si vuole svolgere, grazie appunto alla regolazione controllata della velocità e della pendenza. I tappeti semplici hanno un costo non molto elevato.
Nei negozi specializzati in attività fisica oppure nei negozi online è possibile reperire i tapis roulant della stessa tipologia di quelli usati in palestra: ma essi hanno un prezzo molto elevato, assai superiore a quello dell'iscrizione in palestra.
Tutti i modelli di tappeto, sia quelli economici sia quelli più costosi, necessitano di una manutenzione adeguata, che deve essere effettuata da chi possiede in casa propria questo tipo di attrezzatura: ad esempio, lubrificare il nastro trasportatore. Il proprietario del tapis roulant deve saper svolgere queste manutenzioni, altrimenti l'attrezzo rischia di rompersi. Al contrario la cyclette, oltre ad essere assai meno costosa rispetto ai tappeti elettrici, non necessita di nessuna manutenzione e consente di svolgere un'attività diversa da quella del tappeto, ma comunque un'attività di cardio.
La maggior parte dei tapis roulant ha una modalità "cardio" in cui è impostata una frequenza cardiaca e in base ad essa varia la velocità e la pendenza della macchina stessa, quindi il tapis roulant fornisce energia meccanica al corpo umano in base alla frequenza cardiaca del soggetto.
Sui tapis roulant moderni è presente un elemento che al variare della sua altezza varia anche la pendenza dell'esercizio svolto dall'individuo, così da simulare una salita. Alcuni tapis roulant hanno anche la funzione inversa, cioè possono simulare la discesa.
La maggior parte dei tapis roulant presenti nelle palestre sono larghi 50 cm e lunghi 150 cm, una velocità che varia da 0 a 20 km/h e un angolo di inclinazione da 0 a 20%.
Per gli atleti sono necessari tapis roulant più grandi e stabili. I velocisti raggiungono i 45 km/h su piattaforme lunghe 300 cm e larghe 100 cm. In queste condizioni lo sforzo fisico e il rischio di cadere è maggiore, infatti gli atleti nello svolgimento dell'esercizio utilizzano una corda così da diminuire i rischi.
In alcuni uffici i dipendenti sono dotati di una scrivania sul tapis roulant in modo da camminare mentre lavorano con il computer o mentre parlano al telefono.
In alcuni centri di riabilitazione, i tapis roulant sono utilizzati in modo che i terapisti possano muovere le gambe di un paziente in modo da simulare una camminata.
Tapis roulant di grandi dimensioni vengono utilizzati anche per il ciclismo, per lo sci di fondo e per il biathlon.

### Vantaggi
L'utilizzo di tapis roulant ha tra i principali vantaggi:
- consente ad un individuo di creare un piano di allenamento che può essere rispettato a prescindere dalle condizioni atmosferiche;
- il nastro imbottito è in grado di fornire un'ammortizzazione maggiore rispetto all'esecuzione fatta su superfici esterne. Anche se i nastri imbottiti sono difficili da trovare, molti tapis roulant hanno elastomeri a gomma (simili a cuscinetti) in grado di ammortizzare e di durare di più dei nastri imbottiti;
- le impostazioni riguardo alla velocità forzano un ritmo costante;
- alcuni tapis roulant hanno programmi di allenamento tali da simulare vari tipi di terreni (ad esempio colline) per fornire vari tipi di esercizio;
- l'individuo può guardare la TV mentre utilizza la macchina, così da non far diventare la stessa un'attività sedentaria;
- i progressi dell'individuo possono essere monitorati quali distanza, calorie bruciate e frequenza cardiaca.

### Svantaggi
Come esercizio cardiovascolare:

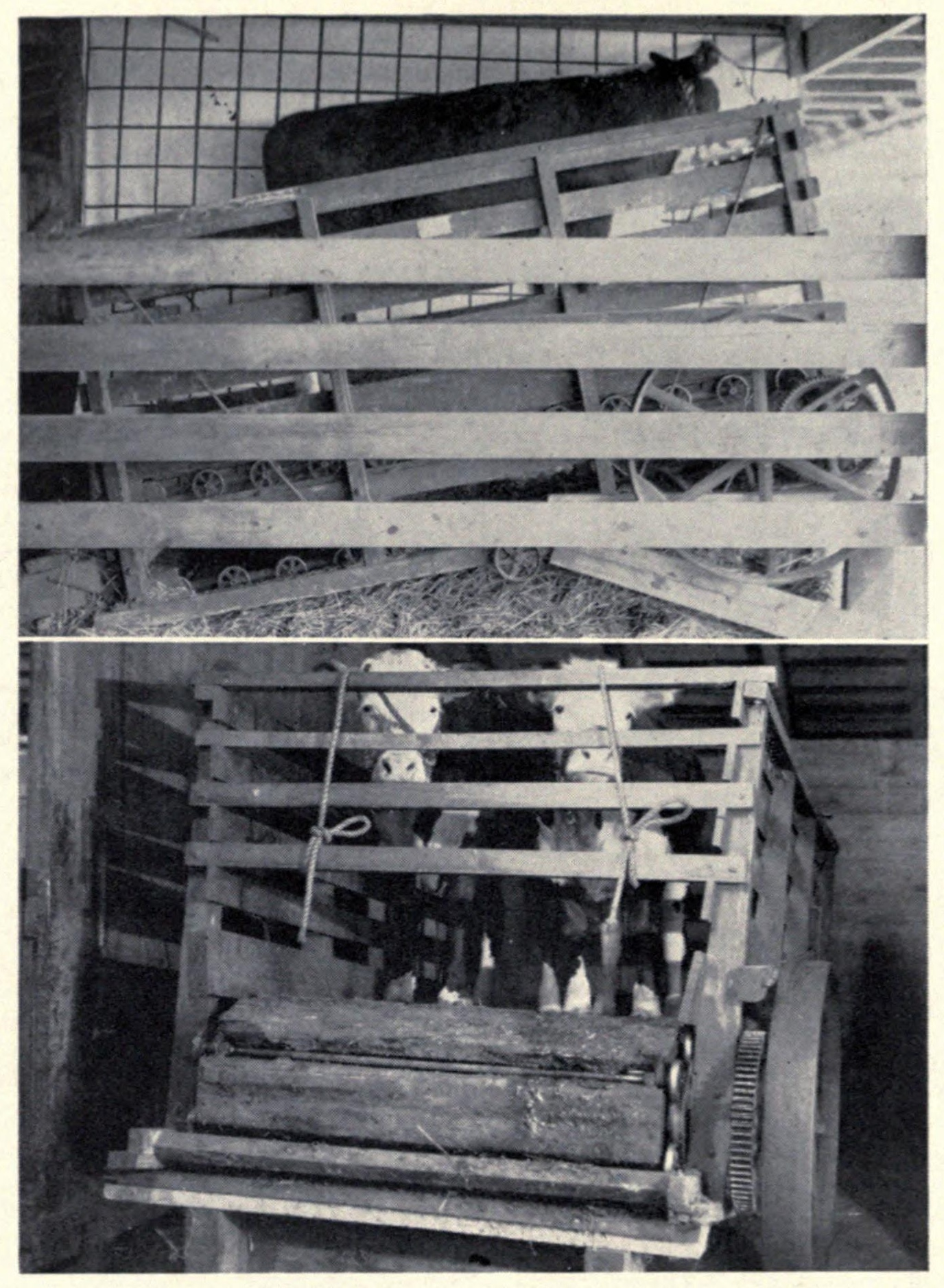
Alcuni manzi su una pedana mobile

- molti individui che utilizzano il tapis roulant come solo mezzo per attività aerobica, invece della corsa all'aperto, sviluppano cattive abitudini di esercizio;
- impone un ritmo ai corridori, dando una sensazione di innaturale che può causare la perdita di equilibrio;
- la corsa sul tapis roulant non è collegato a nessuno sport, cioè, non c'è alcun sport competitivo che utilizza il tapis roulant. Ad esempio, un corridore competitivo corre all'aperto poiché è più specifico e realistico per il suo scopo.

Come attività al chiuso:
- molti utenti trovano il tapis roulant un'attività monotona e perdono interesse dopo poco tempo.[5]
- il tapis roulant non offre la soddisfazione psicologica che ottiene, invece, un corridore che corre all'esterno: essere in nuovi posti, varie distrazioni ecc.

Come macchina:
- destano particolari preoccupazioni i bambini che riescono ad arrivare al pannello del tapis roulant e quindi attivare il macchinario involontariamente e subire danni e ciò può essere evitato rimuovendo la chiave di sicurezza del tapis roulant quando non è in uso, senza il quale, il nastro scorrevole non si avvia;
- può causare lesioni e infortuni se non utilizzata correttamente;
- i costi di acquisto, i costi elettrici ed eventuale riparazione sono di molto maggiori rispetto alla corsa svolta all'aria aperta;
- occupa molto spazio a casa.

### Tipologie

#### Tapis roulant manuali
I tapis roulant manuali sono dispositivi per l'esercizio fisico che sfruttano l'energia prodotta dall'utente per il movimento del nastro di corsa, il quale poggia su due rulli.
Per simulare un'azione di corsa o camminata più realistica, la resistenza al movimento può essere fornita da un sistema di magneti. Questo sistema crea resistenza contro il movimento di un volano collegato al rullo anteriore. Regolando la distanza tra i magneti e il volano, è possibile aumentare o diminuire la resistenza per adattarla alle esigenze dell'utente.
I modelli che adottano un sistema di resistenza magnetico vengono comunemente definiti "tapis roulant magnetici".
Questo tipo di tapis roulant, privo di un motore elettrico, è caratterizzato da un funzionamento silenzioso, un consumo energetico ridotto o sostanzialmente nullo e una manutenzione semplificata.

#### Tapis roulant motorizzati
I modelli motorizzati o elettrici sono i tipi di tapis roulant più popolari per allenarsi a casa.
A seconda del modello scelto, i tapis roulant motorizzati possono offrire la versatilità e le funzioni necessarie per migliorare notevolmente la vostra esperienza di corsa. È possibile cambiare la velocità semplicemente premendo un pulsante; alcune macchine sono dotate di programmi integrati che regolano automaticamente il ritmo.
Molti modelli hanno una funzione di inclinazione, a volte automatica, per rendere la corsa più impegnativa. I modelli di fascia alta possono offrire anche il declino, che simula la corsa in discesa.
Negli anni recenti, si è diffusa una versione semplificata del tapis roulant elettrico, denominata Walking Pad (lett. "pedana per camminare"). Questa tipologia di prodotti è priva di corrimano e possiede un motore di dimensioni inferiori, per minimizzare gli ingombri e adattarsi meglio ad un contesto d'uso domestico.
Il Walking Pad è un prodotto che presenta una velocità massima inferiore, di norma attorno ai 5-6 km/h, comunque sufficiente per un ritmo di camminata veloce. Generalmente, non è possibile inclinare il piano di corsa.

#### Tapis roulant pieghevoli
Un tempo acquistare un tapis roulant motorizzato significava trovare uno spazio dedicato in casa per installarlo. Ma i produttori riconoscono che questa non è un'opzione per tutti. Per questo motivo oggi è possibile scegliere tra molti modelli pieghevoli di alta qualità, molti dei quali sono molto più robusti e stabili di quanto si possa immaginare.
Per facilitare l'uso, la maggior parte dei tapis roulant pieghevoli di alta qualità è dotata di una tecnologia che aiuta a sollevare e abbassare la pedana senza sforzo.

#### Tapis roulant curvo
I tapis roulant curvi sono dispositivi non motorizzati e concavi progettati per camminare e correre. La forma curva consente agli utenti di spingere il nastro con ogni passo, sfruttando la gravità e l'attrito per fornire un'esperienza di corsa confortevole. Durante la fase discendente del passo, il piede e il peso del corpo tirano il nastro verso il basso e indietro, creando un'esperienza di supporto unica rispetto ad altri tapis non motorizzati o alla corsa su terreno.

#### Tapis roulant omnidirezionale
Le applicazioni avanzate sono i cosiddetti tapis roulant omnidirezionali. Sono progettati per muoversi in due dimensioni e sono intesi come base per un "ponte ologrammi". Sono state proposte diverse soluzioni, ma la ricerca continua perché alcuni problemi rimangono irrisolti, come le grandi dimensioni, il rumore e le vibrazioni. Sviluppi paralleli sono in corso da parte di ricercatori che lavorano a progetti sponsorizzati dal Dipartimento degli Affari dei Veterani degli Stati Uniti per creare ambienti di realtà virtuale per un trainer di sedie a rotelle per promuovere l'esercizio terapeutico.